# Iglesia de San Mateo (Lecce)
La iglesia de San Matteo es una iglesia católica barroca en el centro histórico de Lecce, ubicado en via dei Perroni, 29.

## Historia
Fue construido en la segunda mitad del siglo XVII, según diseños de Achille Larducci di Salò (nieto de Francesco Borromini). Sustituyó a una antigua capilla del siglo XV dedicada al apóstol Mateo, a la que estaba anexo un convento franciscano. La primera piedra fue colocada en 1667 por el obispo de Lecce Luigi Pappacoda y fue terminada en 1700. Desde el 30 de abril de 1810 es la sede de la parroquia de Santa Maria della Luce, erigida el 16 de marzo de 1606 en una iglesia del mismo nombre extramuros y trasladada aquí tras la supresión del monasterio franciscano.

## Descripción

### Exterior
El alzado se caracteriza por un contraste de líneas; la superficie convexa de orden inferior se alterna con la superficie cóncava de orden superior. Larducci retoma el modelo estilístico implementado por Francesco Borromini en la fachada de la iglesia románica de San Carlo alle Quattro Fontane.
El orden inferior, dividido en tres partes por dos columnas sobre altas bases cuadrangulares, se caracteriza por una inusual decoración a escala de la parte central, caracterizada por un elaborado portal, con un edículo coronado por el escudo de armas de la Orden Franciscana. A los lados emergen dos hornacinas sobre un fondo en forma de rombo.El orden superior presenta una serliana rematada por moldura corrida y dos hornacinas ricamente decoradas. La forma sinuosa se ve acentuada por el marco de coronación moldeado de líneas mixtas, coronado por un frontón altísimo.

### Interior
El interior es de una sola nave de planta elíptica. Las capillas, que se abren a lo largo de los muros, están intercaladas con pilastras con altos pedestales semicirculares sobre las que descansan las doce estatuas de piedra de los Apóstoles, creadas en 1692 por Plácido Buffelli de Alessano. En la nave, en correspondencia con las capillas, se abren diez ventanales ajimezados desde donde las monjas asistían a las funciones. El tejado fue renovado a principios del siglo XIX para sustituir el antiguo techo de madera.

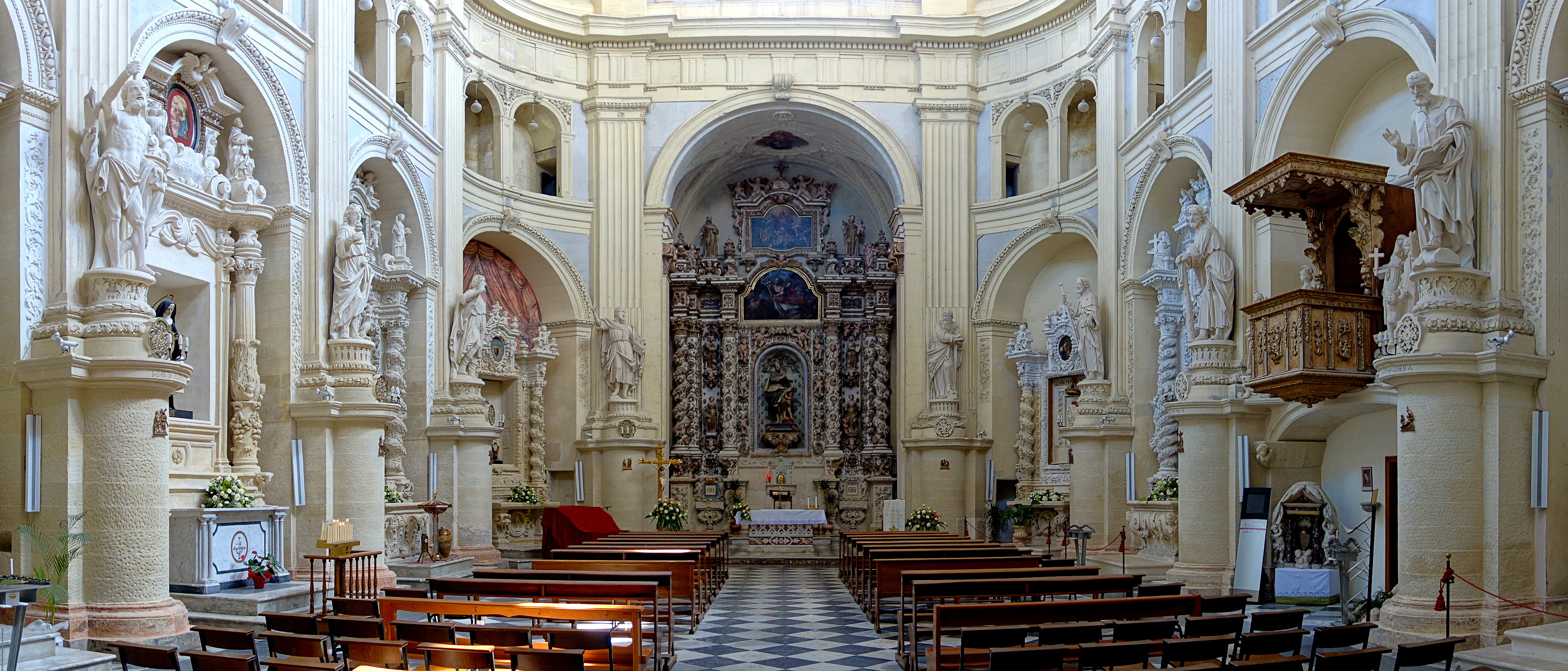
la nave

Los altares, típicos del barroco de Lecce, se atribuyen a la escuela de Giuseppe Cino. A lo largo del lado izquierdo de la nave se encuentran varios altares: el primero está dedicado a Santa Águeda y conserva el lienzo de El Martirio de Santa Águeda, creado en 1813 por Pasquale Grassi. El segundo altar está dedicado a San Francisco de Asís, seguido del de Santa Rita de Casia con una estatua de papel maché de Raffaele Caretta. El cuarto y quinto altares están dedicados respectivamente a la Virgen Inmaculada y a la Piedad, este último alberga una valiosa estatua de la Piedad en madera policromada creada en Venecia en 1693. El ábside, cubierto por bóveda de estrella, está adornado con un artístico altar mayor caracterizado por una exuberante decoración con pequeñas estatuas de santos en los intercolumnas. En el centro del altar hay un nicho que contiene la estatua de madera del apóstol San Mateo, esculpida en 1691 por Gaetano Patalano de Ischia. A lo largo del lado derecho de la nave, continuando hacia la entrada, hay otros cuatro altares: el primero tiene una pintura de la Madonna della Luce, un fresco del siglo XVI de la antigua iglesia de Santa Maria della Luce que representa a la Virgen y el Niño mostrando el cuello un cuerno de coral. Le siguen los altares de Santa Ana y de la Sagrada Familia, ambos con una pintura de Serafino Elmo. Entre los dos altares se sitúa un púlpito de madera, refinada obra de talla, flanqueado por cuatro estatuas alegóricas de piedra. El último altar está dedicado a San Oronzo con un retablo del año 1736.
En la puerta de entrada se conserva el revestimiento de madera esculpida y dorada del órgano del siglo XVIII de la Basílica de la Santa Cruz.

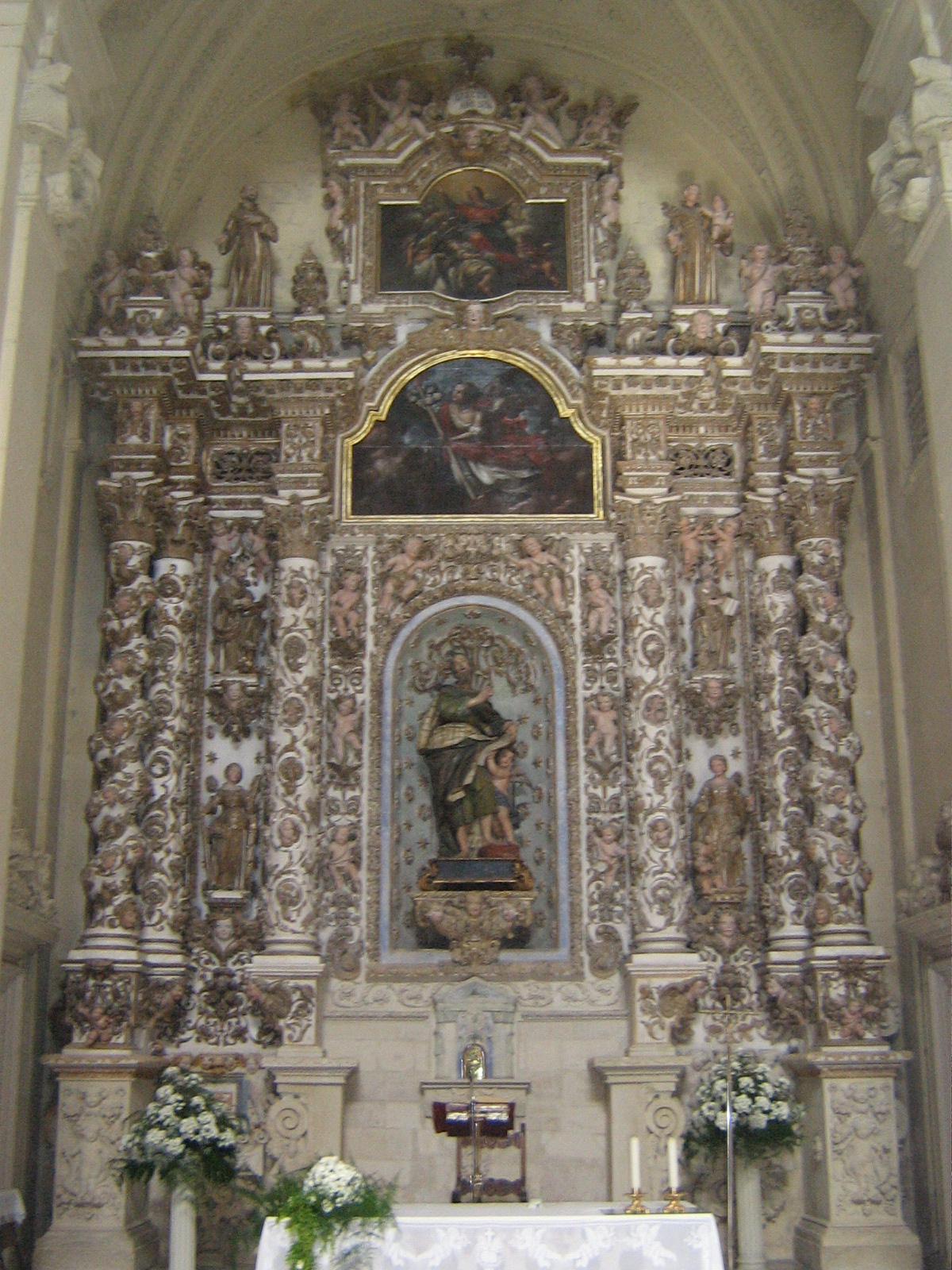
Altar mayor
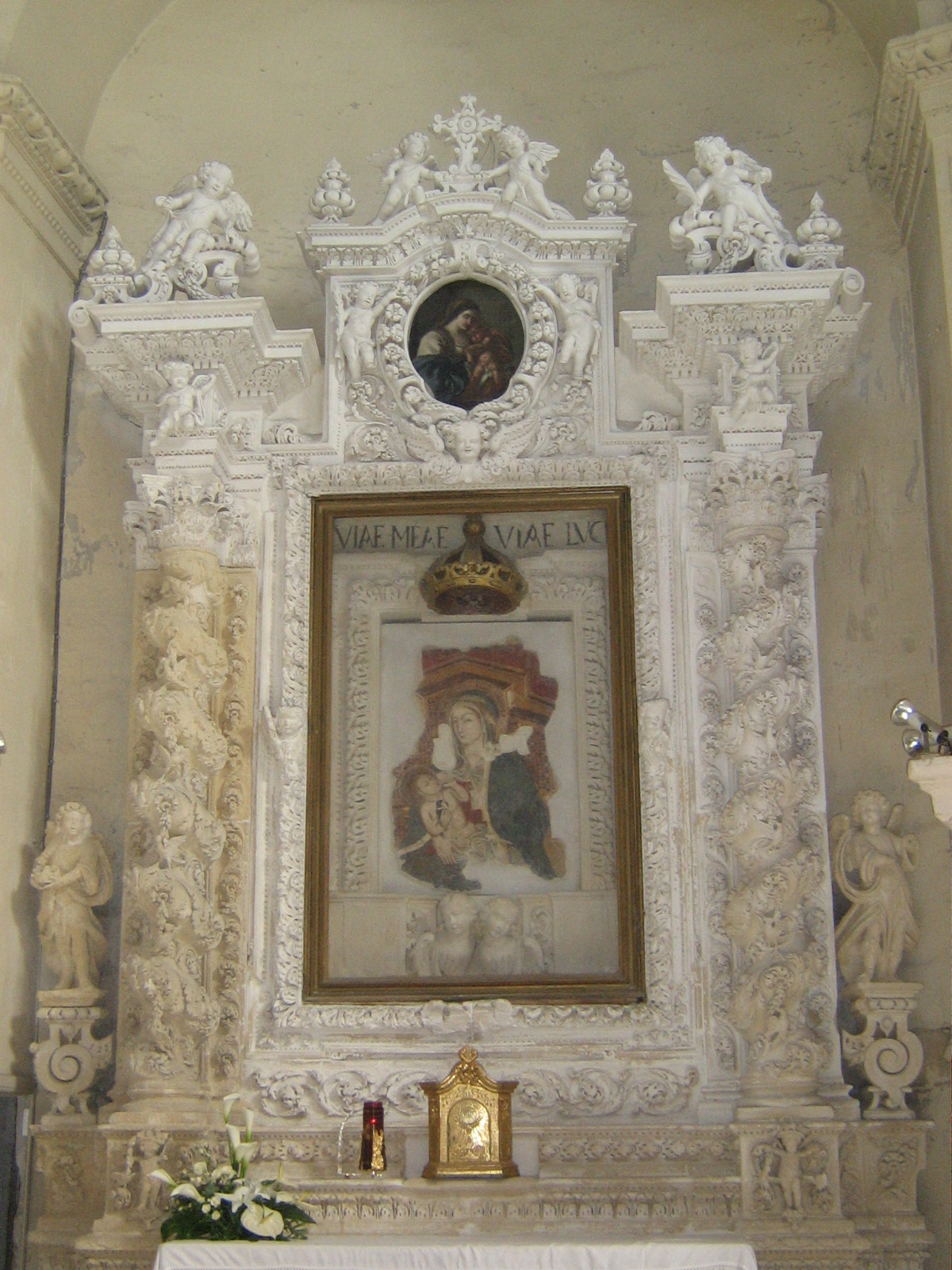
Altar de Nuestra Señora de la Luz
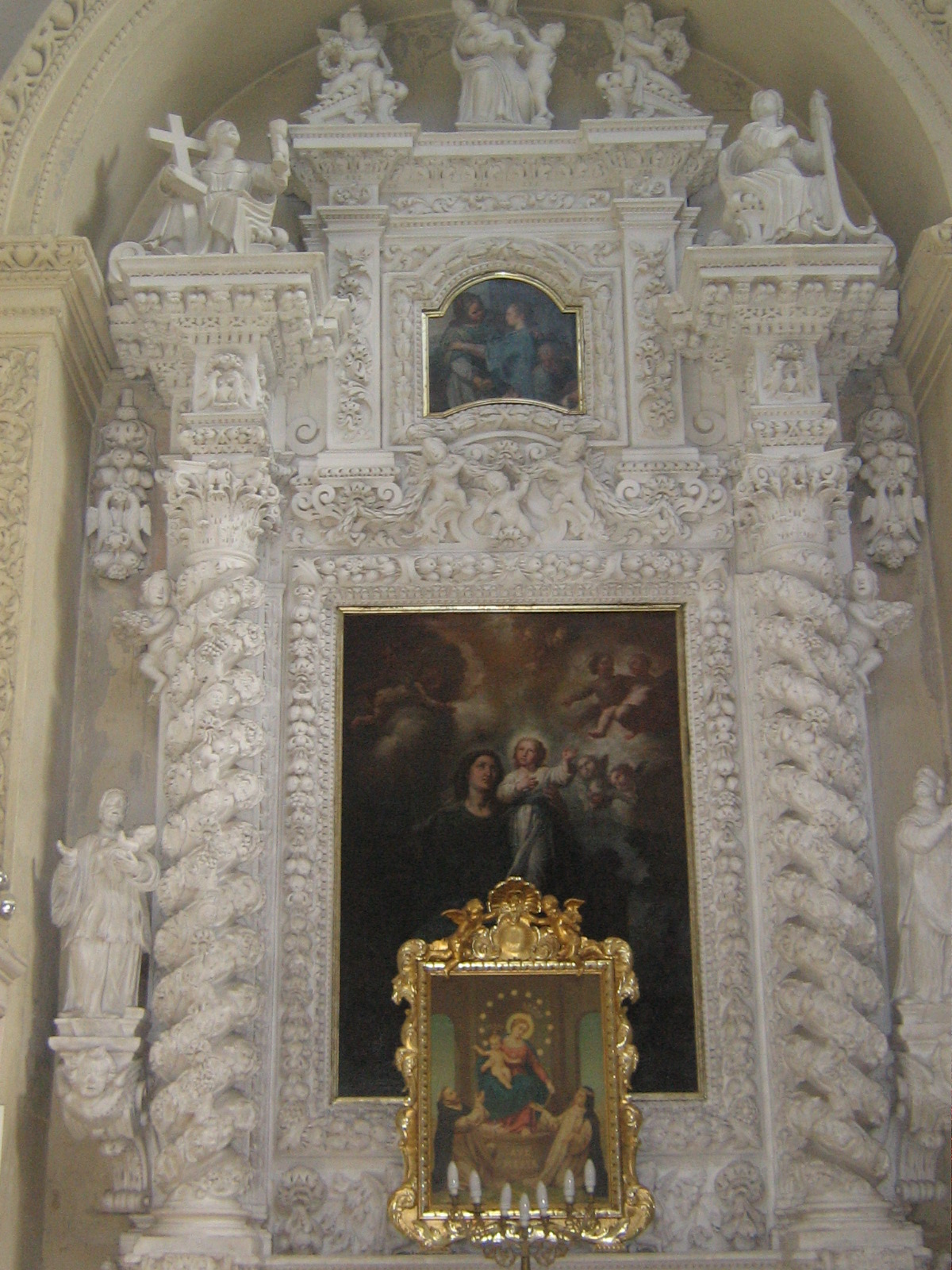
Altar de Santa Ana
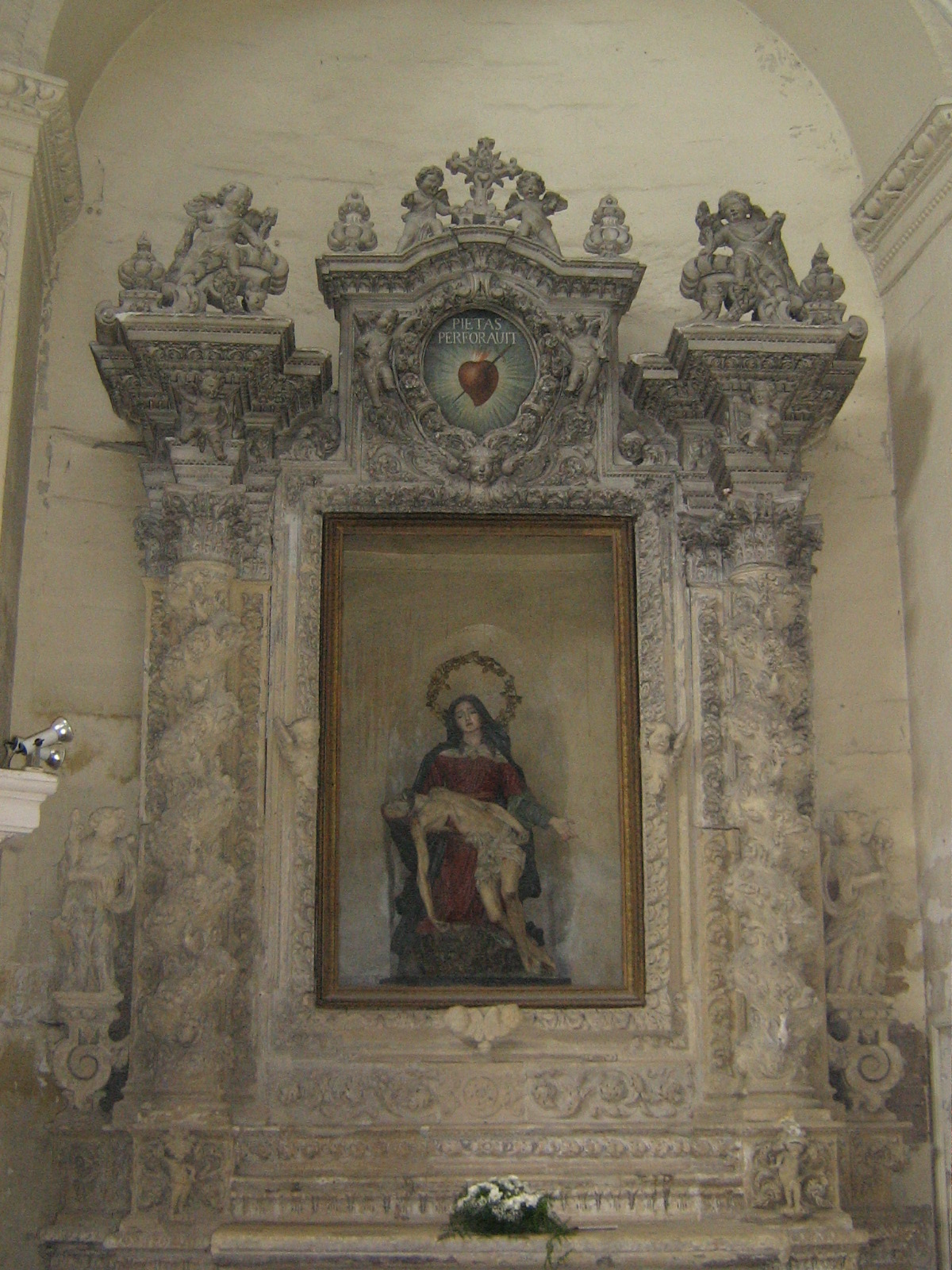
Altar de la Piedad
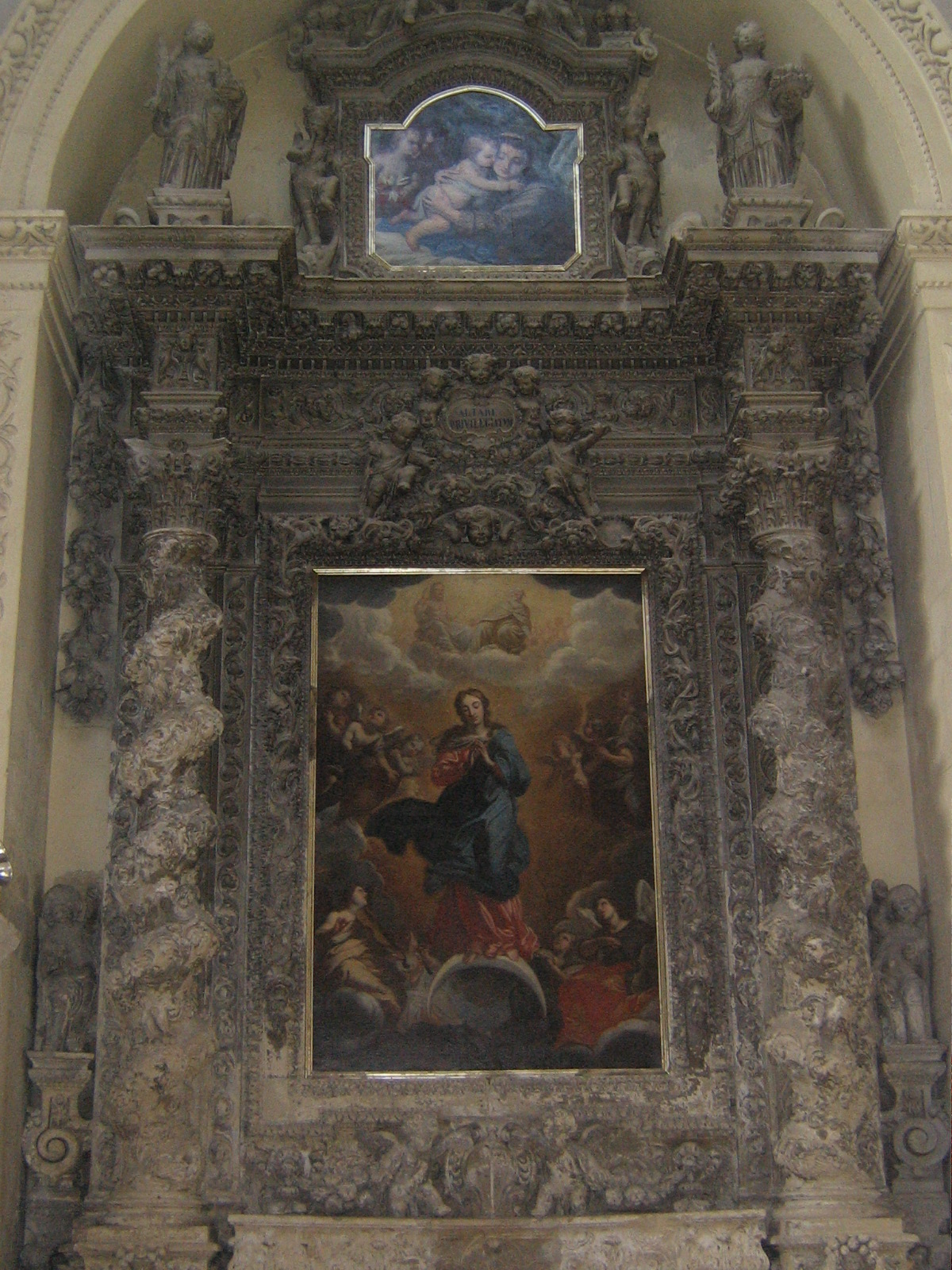
Altar de la Asunción
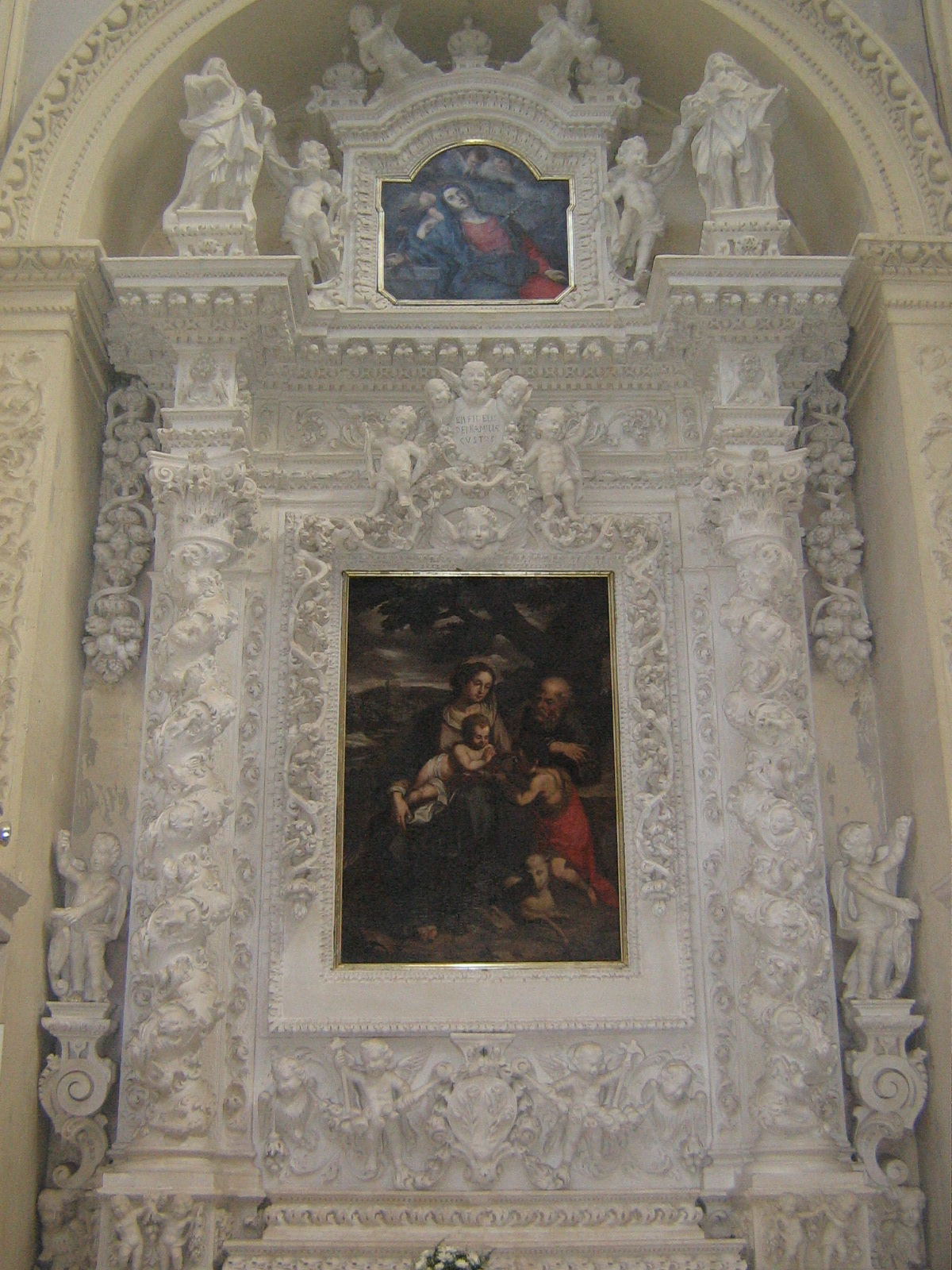
Altar de la Natividad
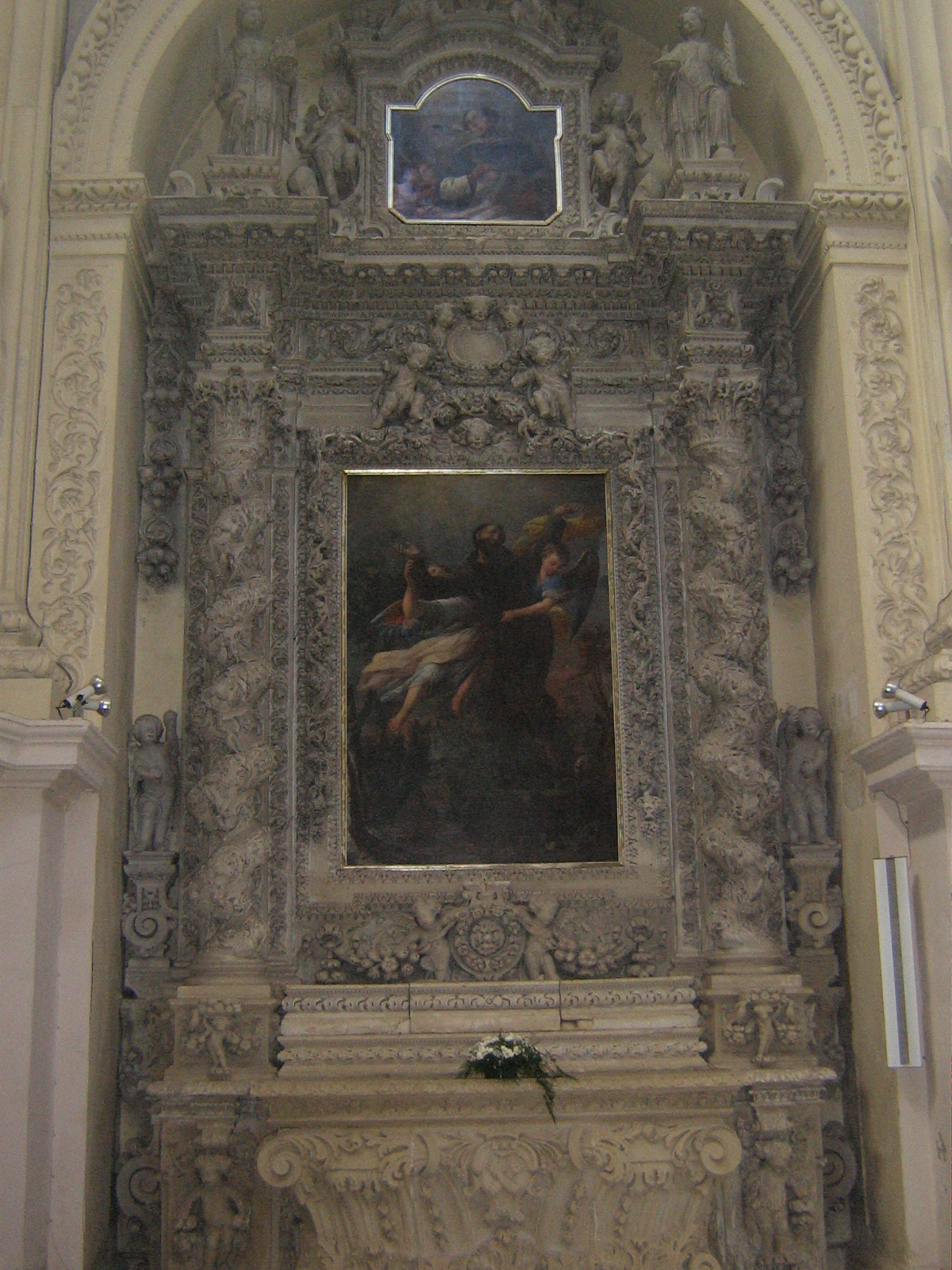
Altar de San Francisco de Asís
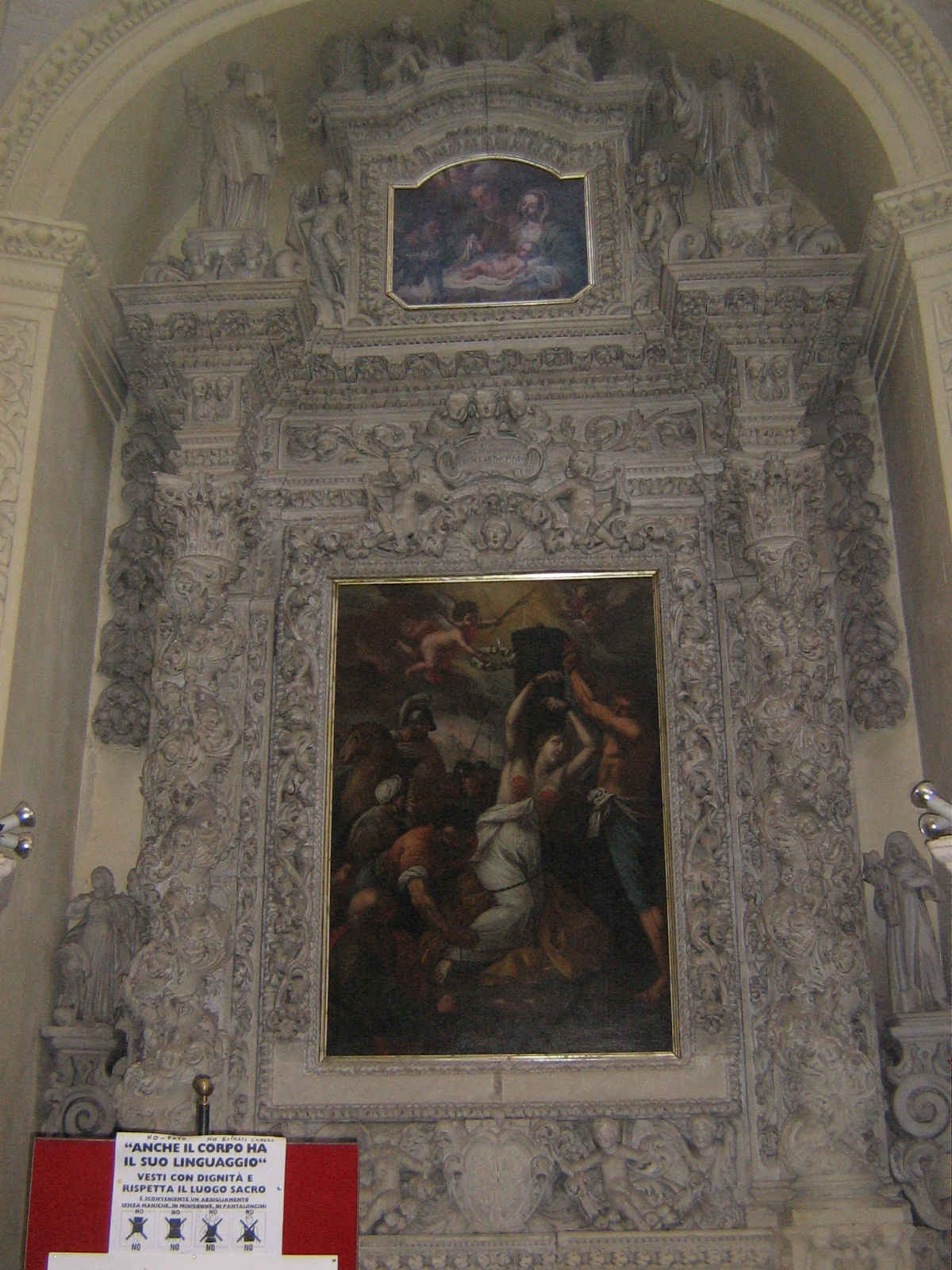
Altar del Martirio de Santa Águeda
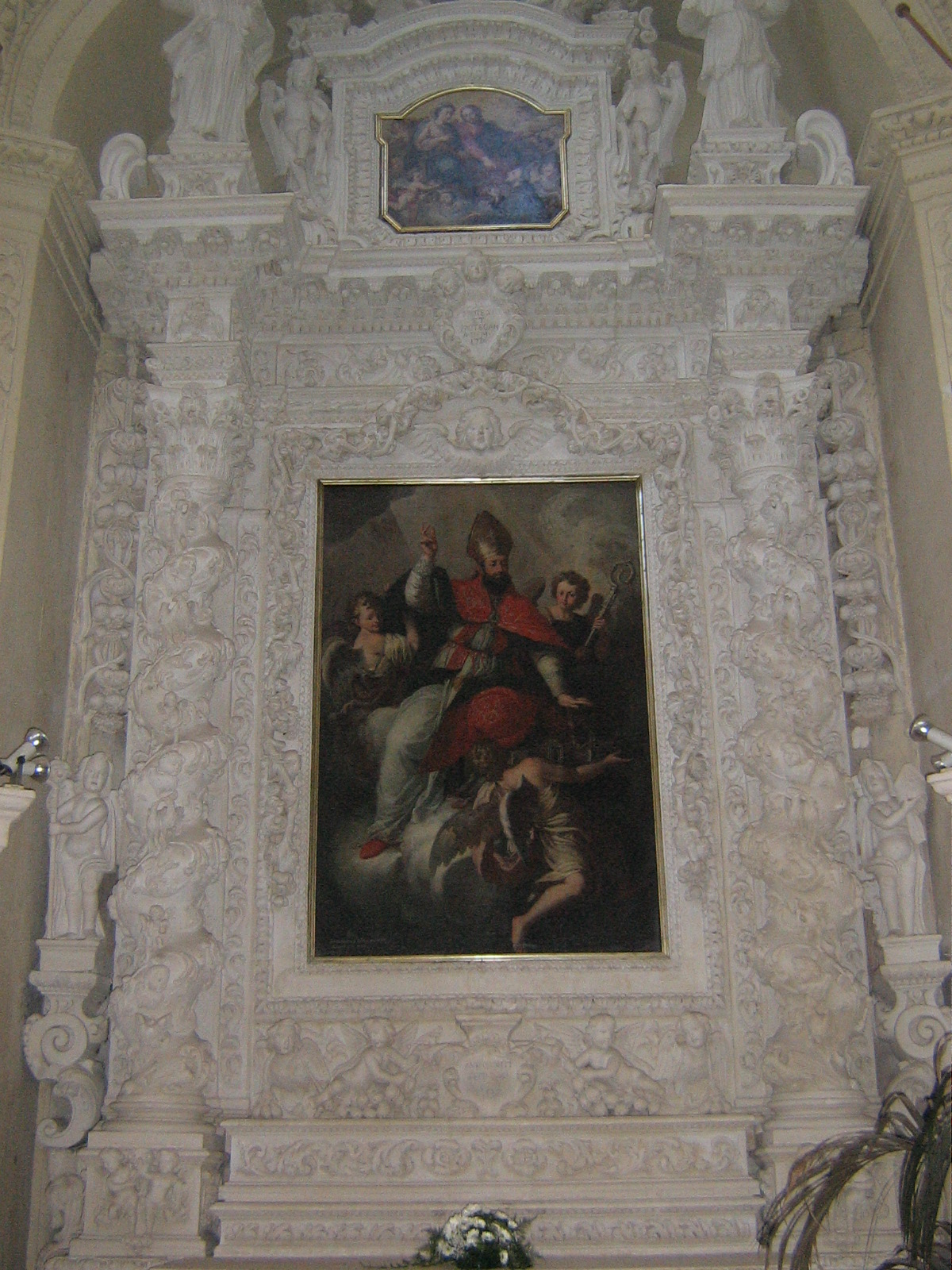
Altar de Sant'Oronzo